# Pol Schmoetten
Pol Schmoetten (Dudelange, 17 de maig de 1958) és un escriptor luxemburguès. L'any 2000 va guanyar el Premi Servais per la seva obra Der Tag des Igels.

## Principals obres
- Die Treppe, Luxemburg 1994
- Der Tag des Igels, Luxemburg 1999